# Sîn
Pour les articles homonymes, voir Sin et Nanna.
Nanna
Sîn est la divinité personnifiant la Lune dans la Mésopotamie antique. Comme la plupart des autres dieux mésopotamiens, il a eu plusieurs noms : Sîn (ou Sî') correspond à la forme akkadienne (langue des royaumes de Babylone et d'Assyrie) de son nom, tandis qu'en sumérien, il est connu sous les noms Nanna(r) ou Su'en (d'où dérive sans doute le nom akkadien).
Nanna/Sîn est l'une des divinités les plus importantes de la Mésopotamie, sans jamais jouer un rôle majeur dans la mythologie. Il est subordonné à son père, le grand dieu Enlil, mais les deux autres grandes divinités astrales, la déesse Inanna/Ishtar et le dieu solaire Utu/Shamash, sont considérés comme ses enfants. Du fait de l'importance du cycle de la lune dans le culte religieux, il conserve une place de premier plan durant toute l'histoire mésopotamienne. Son principal sanctuaire, implanté dans la grande ville d'Ur, est l'un des principaux lieux de culte de la région. Secondairement, Nanna/Sîn est également une divinité liée à la fertilité, en particulier celle des troupeaux de vaches.

## Le dieu de la Lune de la Mésopotamie antique

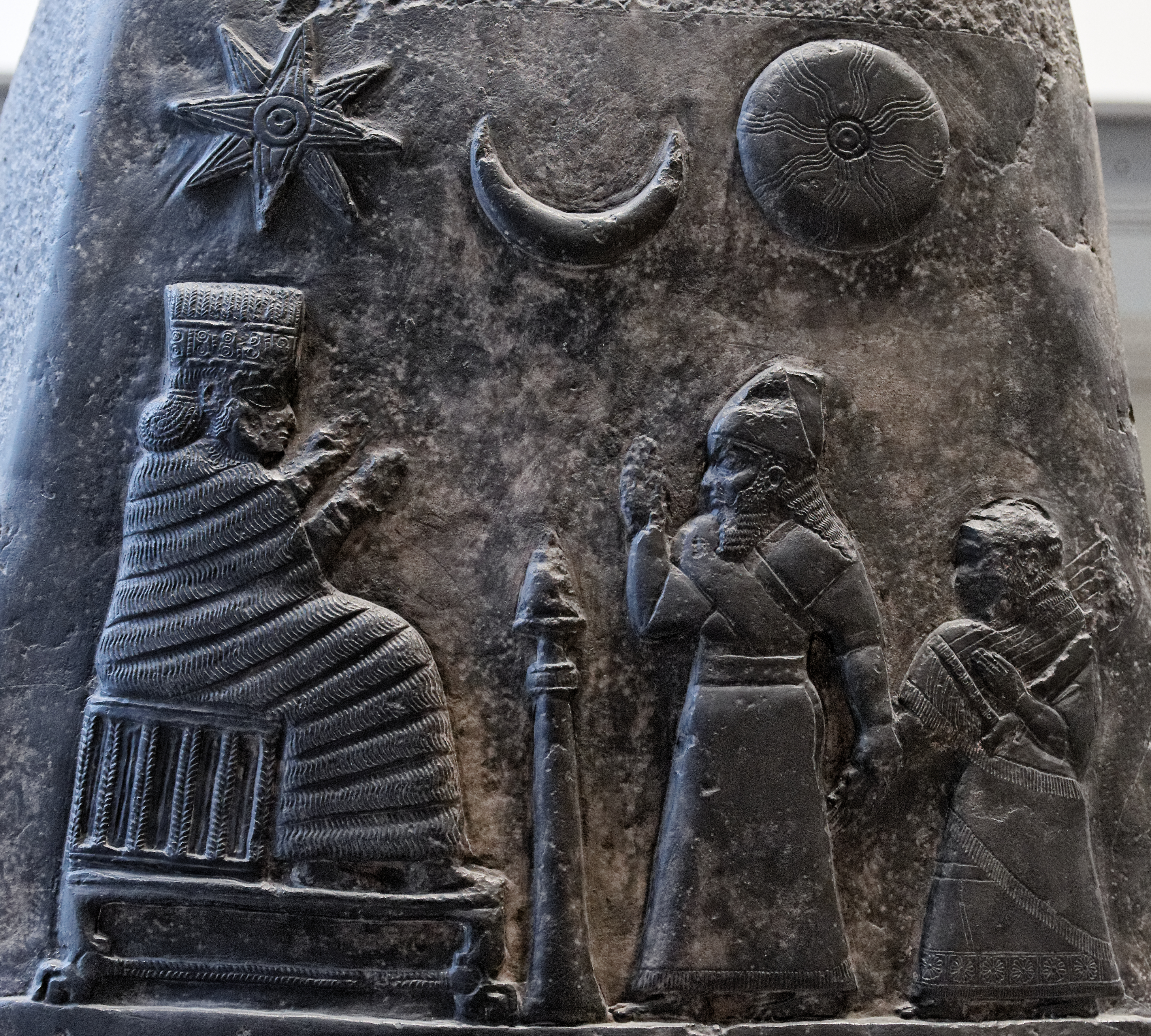
Représentation du croissant de lune symbolisant Nanna/Sîn (entre le soleil symbolisant Shamash et l'étoile symbolisant Ishtar) sur le kudurru de Meli-Shipak (1186–1172 av. J.-C.), musée du Louvre.

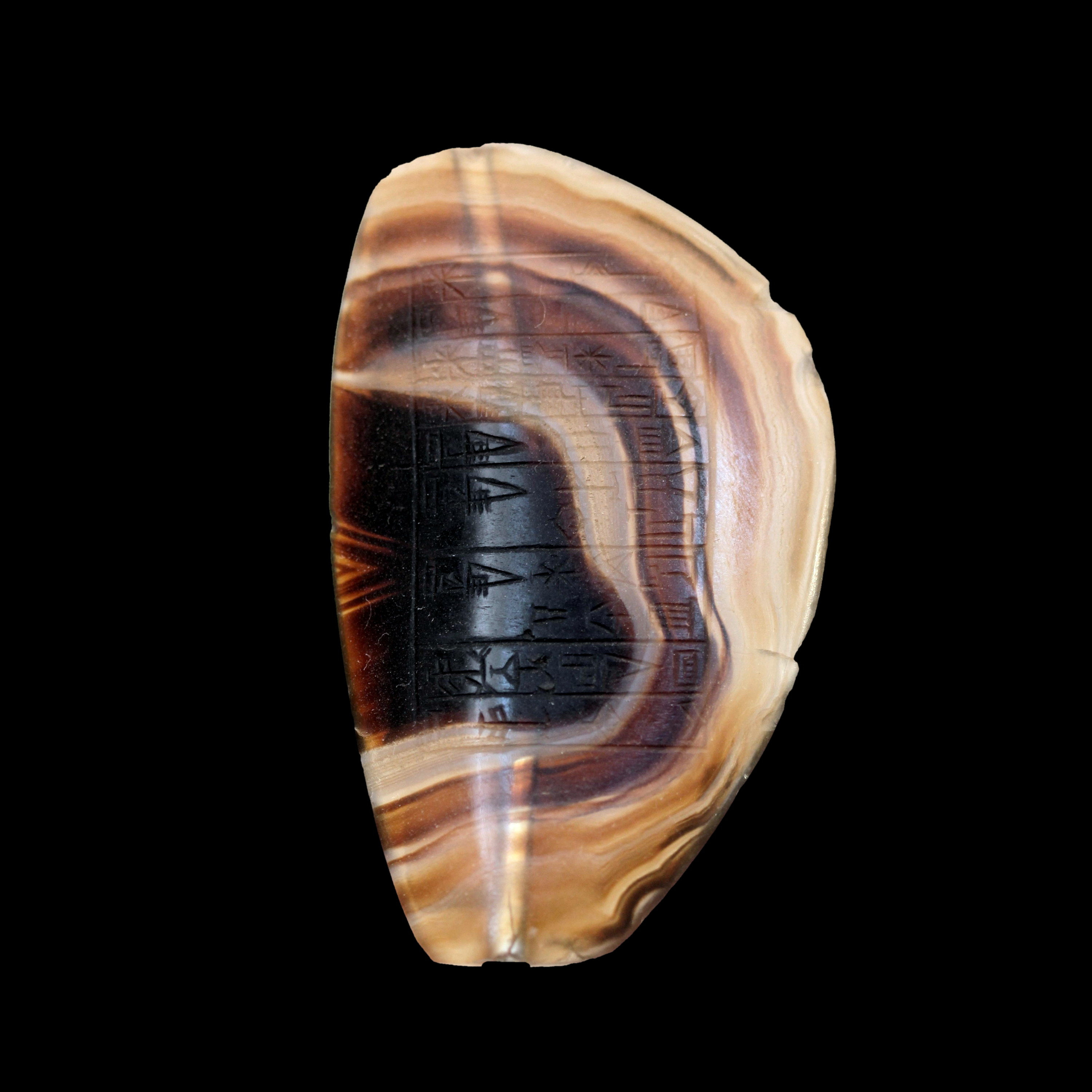
Perle en agate vouée au dieu-lune Nanna/Sîn par le roi Ibbi-Sîn de la troisième dynastie d'Ur (v. 2010 av. J.-C.). Musée du Louvre.

Nanna/Sîn est la divinité qui représente la Lune (sumérien iti, akkadien wahru(m)) dans l'univers religieux des anciens Mésopotamiens. Il est donc l'astre principal qui éclaire la nuit, et dispose d'une place privilégiée dans la mythologie, puisqu'il passe pour être le père du dieu symbolisant l'astre solaire, Shamash (Utu en sumérien). Alors que le dieu solaire parcourt le ciel la journée puis passe les nuits dans le monde souterrain, le dieu lunaire prend le relais. Chacune des phases de la lune était observée comme une manifestation de Nanna/Sîn : nouvelle lune, pleine lune, et également les nuits sans lune. Le croissant de lune (uskāru(m)) était de ce fait un symbole courant de Nanna/Sîn, qui aux époques tardives est souvent représenté comme sortant du croissant de lune. Généralement représenté disposé à l'horizontale avec les deux extrémités pointées vers le haut (la forme que prend la Lune croissante ou décroissante dans le ciel aux latitudes du Sud mésopotamien), le croissant lunaire ressemblait à une paire de cornes, ce qui est à relier avec l'aspect bovin et fertilisateur du dieu-lune (voir plus bas), ou encore à un bateau. Certains hymnes présentent les différents stades de l'évolution de la lune dans le ciel nocturne comme différentes manifestations du dieu lunaire. Un hymne sumérien indique ainsi qu'à la nouvelle lune il est le « jeune Su'en », puis devient le « père Nanna » lors de la pleine lune. Un de ses épithètes akkadiens, Inbu « Fruit », est probablement lié aux évolutions de la lune dans le ciel, similaires à celles des fruits dans un arbre (croissance, disparition puis réapparition).
De par son éclat dans le ciel de la nuit, il est vu comme dirigeant le troupeau constitué par les étoiles l'entourant. Plusieurs des épithètes du dieu renvoient à sa splendeur nocturne : aš.im.babbar/Namra-ṣit « (Celui) au lever brillant », ou encore giri17.zal an.na.ke4 « Gloire du Ciel ». Les textes en akkadien lui associent le concept de nannaru (qui peut être rendu par « luminaire »), la lumière dispensée par la lune, terme qui est peut-être formé à partir du nom sumérien du dieu, Nanna. Les phases de nuits sans lune  sont alors interprétées comme des moments durant lesquels le dieu lunaire reste dans le Monde souterrain pour y rendre la justice et administrer aux côtés de divinités chthoniennes. Le jour de l'obscurcissement durant lequel la lune disparaît du ciel à la fin de chaque mois (ud.ná.àm/bubbulu(m)) est d'ailleurs spécifique dans le calendrier rituel et les hémérologies (qui le voient en général comme un jour faste),.
Le cycle lunaire est donc particulièrement important dans le culte de Nanna/Sîn. Le nombre 30, durée « idéale » en jours solaires du cycle de la lune (qui en fait dure en moyenne 29.5 jours), pouvait d'ailleurs servir pour désigner le dieu. Les calendriers cultuels de la Mésopotamie antique étaient en effet tous de type luni-solaire, tentant de suivre le cycle de l'année solaire tout en la découpant en douze mois lunaires (29 ou 30 jours) ; d'ailleurs le « mois » était désigné par le même terme que la Lune, iti/wahru(m)). Nanna/Sîn était donc aussi un dieu permettant de mesurer le temps : dans l’Épopée de la Création babylonienne, le dieu créateur Marduk lui assigne expressément ce rôle lorsqu'il organise le cosmos :
Puis il (Marduk) fit apparaître Nanna

À qui il confia la Nuit.

Il lui assigna le Joyau nocturne

Pour définir les jours :

Chaque mois (, lui dit-il), sans interruption, 

Mets-toi en marche avec ton Disque.

Au premier du mois,

Allume-toi au-dessus de la Terre ;

Puis garde tes cornes brillantes

Pour marquer les six premiers jours ;

Au septième jour,

Ton Disque devra être à moitié ;

Au quinzième, chaque mi-mois,

Mets-toi en conjonction avec Shamash (le Soleil).

Et quand Shamash, de l'horizon,

Se dirigera vers toi, 

À convenance

Diminue et décrois.

Au jour de l'Obscurcissement,

Rapproche-toi de la trajectoire de Shamash,

Pour qu'au trentième, derechef,

Tu te trouves en conjonction avec lui.

En suivant ce chemin,

Définis les Présages :

Conjoignez-vous

Pour rendre les sentences divinatoires.
— Épopée de la Création, traduction de J. Bottéro
Ce texte décrit les différentes phases de la Lune dans un cycle synodique idéal de 30 jours, telles qu'elles pouvaient être observées en Mésopotamie, et la fin du passage renvoie au rôle crucial que joue la Lune dans la divination céleste. En particulier, les éclipses lunaires étaient interprétées comme des moments annonciateurs de présages fatidiques ; une certaine tradition semble considérer qu'il s'agit d'un moment durant lequel la lune était attaquée par des démons, et il fallait alors procéder à des rituels pour l'aider à s'en défaire. Les phases du cycle de la lune semblent par ailleurs avoir servi de base pour établir un cycle de jours fastes et néfastes revenant tous les sept jours dans les hémérologies mésopotamiennes, ainsi qu'un cycle rituel de fêtes religieuses, appelées eš.eš/eššeššu(m), qui se déroulaient trois ou quatre fois par mois au moment des différentes phases lunaires. D'importantes fêtes étaient donc consacrées à aider Nanna/Sîn à purifier sa lumière pour en assurer sa préservation.
La série rituelle Utukku Lemnutu, « Démons malfaisants », comprend ainsi un rituel qui vise à combattre l'obscurcissement de la Lune lors d'une éclipse, dont l'origine est expliquée par un court récit mythologique disant comment la déesse Ishtar, ici sous son aspect astral, la planète Vénus, voulant devenir la maîtresse du Ciel, envoie sept démons pour attaquer Sîn et entraîner son obscurcissement, causant un grand trouble dans le Monde, qu'il faut combattre par un rituel protecteur. Ce texte témoigne par ailleurs d'un autre aspect de la Lune qui revient à plusieurs reprises dans les textes mésopotamiens, son assimilation avec le souverain, l'astre illuminant les gens la nuit comme la radiance du roi est censée éclairer ses sujets.

## Une divinité des troupeaux bovins et de la fertilité
Nanna-Sîn apparaît dans de nombreux hymnes et textes rituels comme une divinité liée à la fertilité. L'origine de cette fonction pourrait être liée à la proximité entre le cycle de la lune et le cycle menstruel. Le dieu lunaire est plus spécifiquement associé aux bovins, animaux liés à la fertilité dans les cultures du Proche-Orient ancien. Parmi ses épithètes se trouve ainsi le terme amar « veau ». Il est tantôt présenté comme un taureau dominant ce troupeau, tantôt comme un berger le guidant. Cela explique pourquoi la forme de la nouvelle lune est reliée à celle d'une paire de cornes, et les étoiles sont parfois présentées comme un troupeau de vaches guidées par le dieu, comme dans cet hymne sumérien :
Comme elles sont nombreuses !

Comme les vaches sont nombreuses !

Comme le bétail de Su'en est nombreux !

Celles qui sont sombres sont en lapis-lazuli translucide ;

celles qui sont pâles sont la lumière de la lune naissante.

Celles qui sont petites glissent comme des grains d'orge pour toi ;

celles qui sont grosses se pressent les unes contre les autres comme des taureaux sauvages pour toi.

La Gloire du Ciel (épithète de Nanna/Sîn) a enlevé les colliers des nombreuses vaches de son troupeau grouillant.

Il a amené le lait des magnifiques vaches en abondance pour les tables d'offrandes 

Ses mains brillantes versent du lait en permanence.
— Les Troupeaux de Sîn.
Un hymne sumérien dédié à l'aspect fertilisateur de Nanna décrit longuement les vaches constituant son troupeau, qui se comptent en centaines de milliers et lui procurent de grandes richesses, dont du lait crémeux en abondance, à partir desquelles il offre ses bienfaits au monde. Un de ses temples, situé dans la cité d'Urum, a pour nom cérémoniel « Maison des bovins innombrables » (é.áb.lu.a). La documentation économique provenant du temple du dieu-lune à Ur pour l'époque paléo-babylonienne indique que celui-ci, donc le dieu, possède de nombreux troupeaux de bovins et d'importantes activités de laiterie, ce qui pourrait être une spécialité dérivée du rôle des aspects bovins de ce dieu. 
Si Nanna/Sîn apparaît dans diverses prières de pénitents cherchent à savoir quelle faute ils ont commis pour s'attirer un malheur qui les touche, comme c'est le cas pour tous les autres grands dieux, il est plus particulièrement invoqué dans des cas liés à son rôle de dieu de la fertilité. Il est à plusieurs reprises présenté comme facilitant la procréation du bétail. Un rituel visant à aider l'accouchement difficile d'une femme enceinte est ainsi placé sous les auspices du dieu lunaire, et une longue prière assimile la parturiente à Geme-Sîn (« Servante de Sîn »), une vache du troupeau de Nanna/Sîn ayant du mal à mettre bas :
Lorsque à terme furent les jours, et, achevés, les mois,

la Vache devint de plus en plus nerveuse,

Son berger était préoccupé et, irrités, tous les jeunes pâtres,

À sa plainte, à son cri de délivrance, Nanna est atterré

Sîn, dans les cieux, entendit son cri ; il leva au ciel sa main :

deux anges célestes descendirent, l'un portait de l'huile de flacon,

l'autre fit descendre les eaux de délivrance.

(Le premier) toucha son front de l'huile du flacon,

(l'autre,) des eaux de délivrance aspergea tout son corps.

Une deuxième fois, il toucha son front de l'huile du flacon,

(et l'autre,) des eaux de délivrance aspergea tout son corps.

Lorsqu'on toucha pour la troisième fois,

le Veau, comme un faon de gazelle, tomba sur le sol

et au Veau, (la Vache) donna pour nom celui d'Amar-ga (« Veau de lait »)

De même que Geme-Sîn a normalement (ainsi) enfanté,

qu'enfante de même cette jeune femme dans les douleurs,

que la sage-femme n'ait pas d'obstacle, que la prégnante aisément se délivre !
— Prière à Sîn pour une parturiente (ou La Vache de Sîn), traduction de R. Labat.

## Les sanctuaires de Nanna/Sîn et leur histoire
Nanna/Sîn avait deux sanctuaires majeurs en Mésopotamie : à Ur, dans le Sud, dans l'Irak actuel, près de Nassiriya ; et à Harran, dans le Nord-Ouest, dans l'actuelle Turquie près de Şanlıurfa.

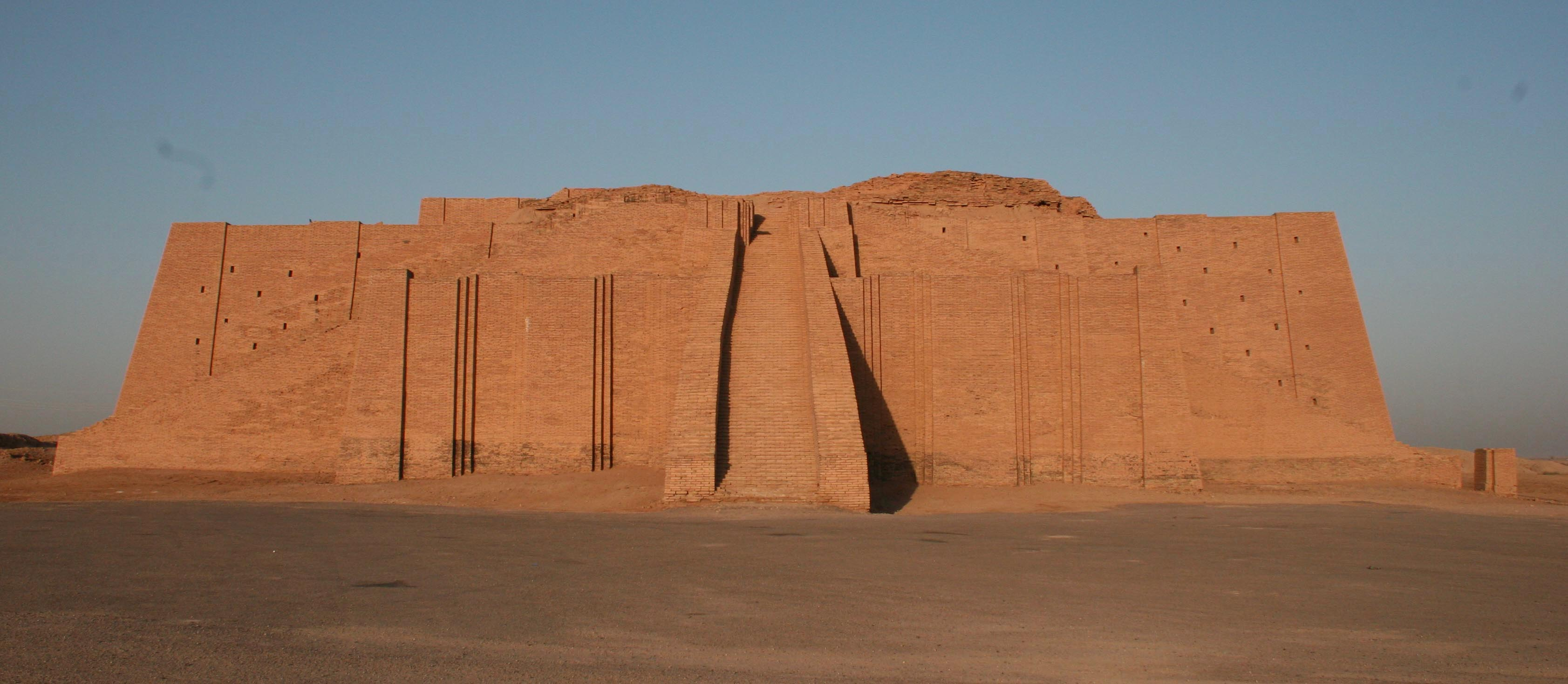
La grande ziggourat d'Ur de nos jours, après restauration.

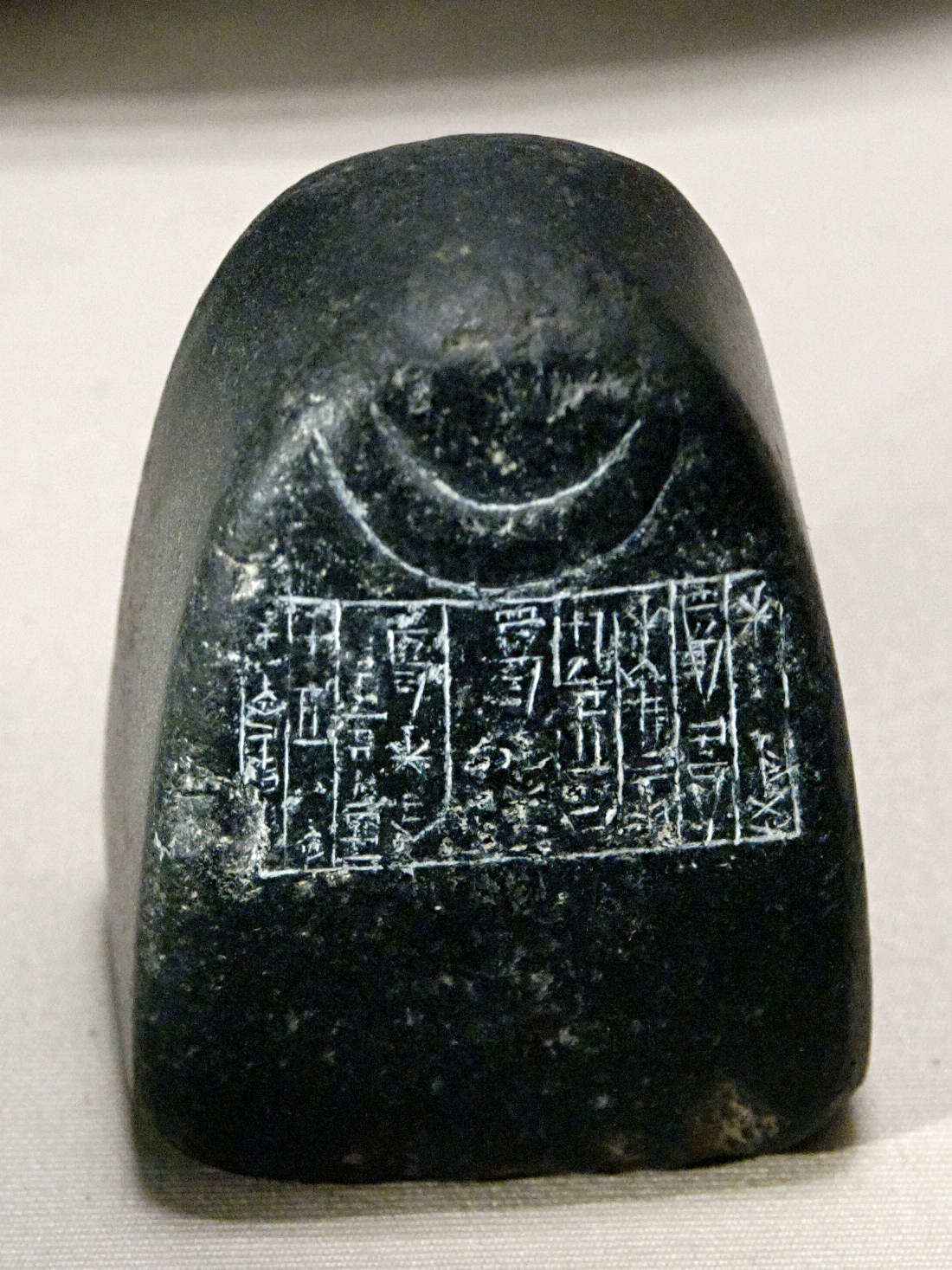
Poids en diorite dédié à Nanna/Sîn par le roi Shulgi (2094-2047 av. J.-C.) de la Troisième dynastie d'Ur, portant le symbole du croissant de lune, musée du Louvre.

Le sanctuaire d'Ur est le mieux documenté, grâce aux fouilles archéologiques qui y furent entreprises de 1922 à 1934 sous la direction de Leonard Woolley qui ont mis au jour ses monuments principaux et de nombreuses tablettes relatives au culte du Dieu-Lune, les plus anciennes étant datées de la première moitié du IIIe millénaire av. J.-C., période durant laquelle le temple de Nanna/Sîn avait déjà une organisation complexe. Le sanctuaire en lui-même et ses dépendances, dont le temple de Ningal/Nikkal, parèdre de Nanna, occupaient déjà une partie importante de la ville, mais les niveaux de cette période ne sont pas connus. Il est manifeste que le temple du Dieu-Lune est alors l'un des plus importants de la Basse Mésopotamie, et le grand roi Sargon d'Akkad fait de sa fille la grande-prêtresse du dieu (en/entum), épouse terrestre de la divinité. Il est imité en cela par d'autres rois par la suite.
L'aspect du sanctuaire n'est connu qu'à partir des importants travaux entrepris par les rois de la Troisième dynastie d'Ur (Ur III) qui dominent la Mésopotamie durant le XXIe siècle av. J.-C. Le grand dieu d'Ur est alors particulièrement vénéré par les souverains qui font rédiger de nombreux hymnes à son intention, participant ainsi à la glorification de leur ville et de leur dynastie. C'est apparemment à cette période que Nanna/Sîn commence à être considéré comme le fils du grand dieu Enlil, pourvoyeur de la royauté dont le sanctuaire est à Nippur, ce qui permet de renforcer la légitimité des rois d'Ur, comme l'illustre notamment le récit du Voyage de Nanna à Nippur montrant le Dieu-Lune se rendant auprès de son père pour lui présenter ses hommages et lui offrir de nombreux présents, ce pour quoi il reçoit ses louanges.
La physionomie générale du sanctuaire de Nanna/Sîn telle qu'elle reste durant les siècles suivants est alors établie, autour de plusieurs grands ensembles :
- l'espace cultuel principal dédié au Dieu-Lune, appelé é.kiš.nu.gal (« Maison de la grande lumière »), se trouve dans une vaste cour entourée par un mur et dominée par une ziggurat (édifice à degrés) é.temen.ni.gur (« Maison au fondement imposant »), jouxtée par une autre cour, la « cour de Nanna », dont la fonction est indéterminée ;
- un vaste édifice était disposé au sud du temple de Nanna, l'é.gi.par/Giparu(m), divisé en deux parties, une étant un temple dédié à Ningal (é.nun) l'autre servant de résidence à la grande-prêtresse de Nanna ;
- au sud-ouest, un autre bâtiment, le ga.nun.mah, servait sans doute d'entrepôt pour le culte du temple.

Après la chute des rois d'Ur III, le sanctuaire d'Ur continue d'être florissant sous l'égide des rois d'Isin et de Larsa, durant les premiers siècles du IIe millénaire av. J.-C. Le culte du Dieu-Lune, de sa parèdre et des autres divinités secondaires vénérées à Ur est documenté par de nombreuses tablettes de cette période. Les résidences de plusieurs prêtres ont également été dégagées, et des tablettes relatives à leurs activités économiques, cultuelles et intellectuelles y ont été exhumées. Les fonctions occupées par le personnel du temple concernent différents  types d'activité : celles liées à l'administration du domaine du temple (administrateur, trésorier, intendants, gestionnaires des greniers, etc.), à l'exercice des rituels (musiciens, chantres, etc.) et à l'entretien quotidien du dieu (purificateurs responsables des objets de culte, cuisiniers et brasseurs préparant les offrandes alimentaires, portiers, etc.). Ils sont rémunérés par la concession de revenus, notamment ceux issus des terres appartenant au temple (donc au dieu). Le culte est organisé autour des offrandes quotidiennes données à Sîn et à sa cour divine, avant tout alimentaires ; d'autres rituels sacrificiels et fêtes ont lieu lors des différentes phases lunaires (eš.eš/eššeššu(m)), ou seulement une ou deux fois par an (par exemple la fête a.ki.ti/akītum). Après sa prise par les rois de Babylone vers 1763, Ur connaît cependant un déclin marqué avant d'être abandonnée, et le culte du Dieu-Lune y cesse. Ur se repeuple progressivement durant la période des rois kassites de Babylone qui restaurent son temple et patronnent son culte. Il reprend alors son statut de sanctuaire majeur de la Mésopotamie du sud, qu'il conserve durant la première moitié du Ier millénaire av. J.-C., étant restauré à plusieurs reprises. 

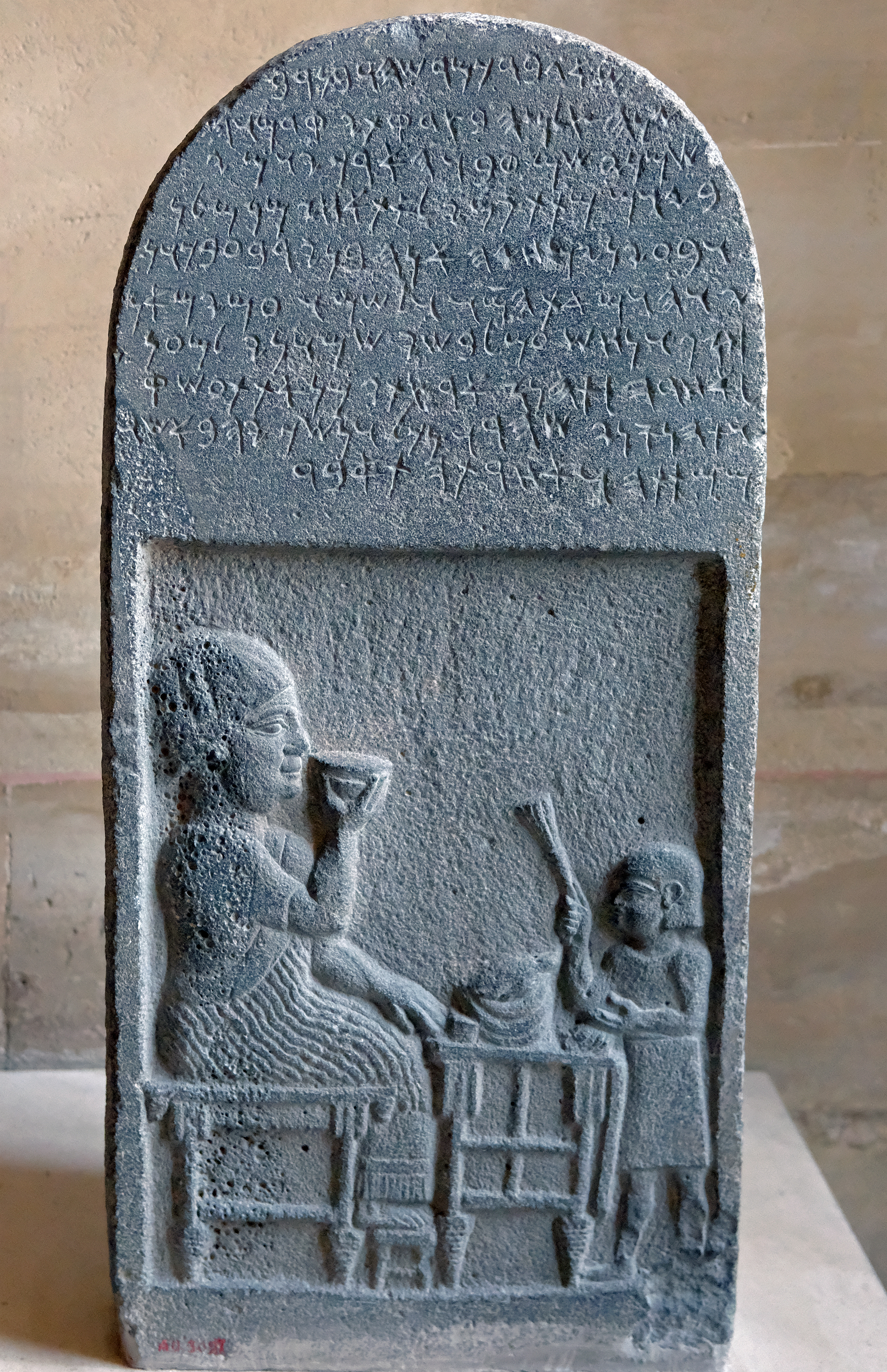
Stèle funéraire de Si'gabbor, prêtre du dieu Lune, trouvée à Neirab (vers 700 av. J.-C.).

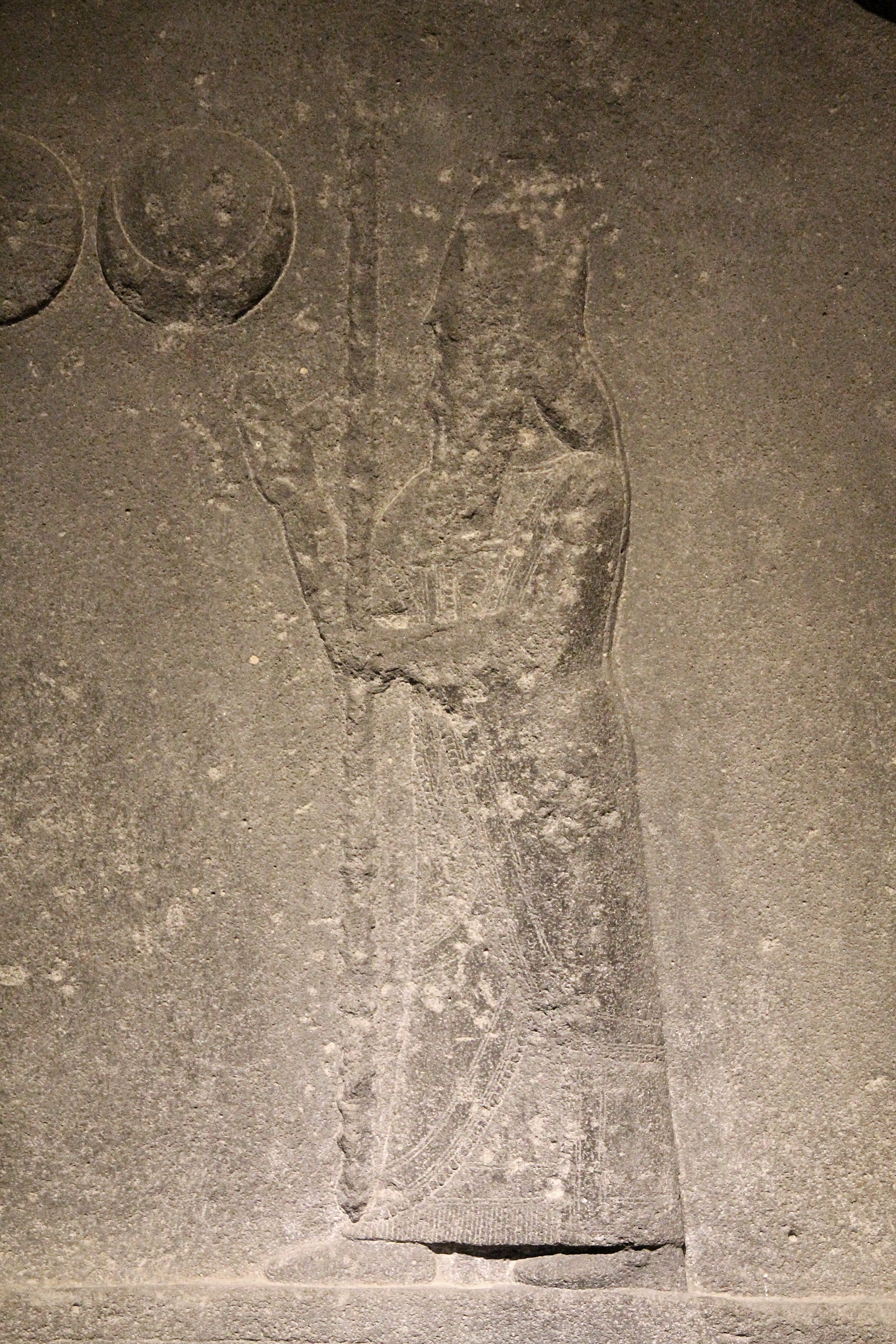
Stèle représentant Nabonide face au croissant de lune symbolisant Sîn, sur une stèle exhumée à Harran, musée d'archéologie de Şanlıurfa.

Au nord, le temple de Sîn à Harran connaît une grande prospérité durant tout le IIe millénaire av. J.-C. : à l'époque du roi Zimri-Lim de Mari (1775-1761) il sert de sanctuaire à des tribus importantes de la région, puis il figure encore dans la documentation de l'époque du royaume du Mitanni (XIVe siècle av. J.-C.) comme un des principaux sanctuaires de Haute Mésopotamie. Il conserve ce statut sous la domination des Assyriens, et l'un des derniers d'entre eux, Assurbanipal (667-627) le restaure. Sîn y est alors adoré en compagnie de sa parèdre Ningal et du dieu du feu Nusku, considéré comme leur fils dans cette ville. Ce sanctuaire, appelé é.hul.hul (« Maison qui donne la joie »), n'a pas été fouillé. À Neirab, située près d'Alep et dans la mouvance de Harran, se trouvait un autre sanctuaire notable de Sîn (ou plutôt Sahr comme l'appelaient les Araméens qui étaient alors l'élément ethnique majeur de la Syrie), attesté par des inscriptions en araméen des alentours de 700 av. J.-C. laissées par des grands prêtres du dieu ainsi que des tablettes cunéiformes du VIe siècle av. J.-C. Le dieu y est là aussi vénéré aux côtés de son épouse Nikkal et de leur fils Nusk (Nushku), ainsi que du Dieu-soleil Shamash.
La dernière phase de grande prospérité du temple d'Ur a lieu sous le règne du roi babylonien Nabonide (556-539 av. J.-C.). Sa mère était originaire de Harran et prêtresse de Sîn, ce roi se présenta comme un grand dévot du Dieu-Lune, quitte à paraître le privilégier au grand dieu de Babylone, Marduk : dans ses inscriptions, il qualifie le Dieu-Lune de « Roi des Dieux » et de « Dieu des Dieux ». Nabonide installa une de ses filles comme grande prêtresse de Sîn et restaura le sanctuaire d'Ur. Il procéda également à des travaux à Harran, où il a laissé de longues inscriptions à ce sujet.
Après la chute de Nabonide et de l'empire babylonien face aux Perses en 539 av. J.-C., les sanctuaires de Sîn ne font plus l'objet de grandes attentions de la part des souverains les dominant. Ur est abandonnée vers la fin du IVe siècle av. J.-C., et son temple cesse de fonctionner. Le sanctuaire de Harran est encore mentionné par l'historien Hérodien dans la première moitié du IIIe siècle de notre ère, et est abandonné par la suite face à l'essor des religions monothéistes, d'abord le christianisme, puis l'islam.